# Variable instrumental
En estadística, econometría, epidemiología y disciplinas afines, el método de variables instrumentales (VV. II.) se utiliza para estimar relaciones causales cuando los experimentos controlados no son factibles o cuando un tratamiento no es administrado exitosamente a cada unidad en un experimento aleatorio. Intuitivamente, las VV. II. son usadas cuando una variable explicativa de interés está correlacionada con el término de error, en cuyo caso los mínimos cuadrados ordinarios and ANOVA dan resultados sesgados. Un instrumento válido induce cambios en la variable explicativa pero no tiene un efecto independiente en la variable dependiente, permitiendo a un investigador descubrir el efecto causal de la variable explicativa en la variable dependiente.
Los métodos de variables instrumentales permiten una estimación consistente cuando las variables explicativas (covariables) se correlacionan con los términos de error de un modelo de regresión. Dicha correlación puede ocurrir cuando:
1. los cambios en la variable dependiente cambian el valor de por lo menos una de las covariables (relación causal "inversa"),
2. hay variables omitidas que afectan tanto a las variables dependientes como a las explicativas, o
3. las covariables están sujetas a errores de medición no aleatorios.

Las variables explicativas que sufren de uno o más de estos problemas en el contexto de una regresión son a veces referidas como endógenas. En esta situación, la regresión lineal produce estimaciones sesgadas e inconsistentes. Sin embargo, si un instrumento está disponible, aún puede obtenerse estimaciones consistentes. Un instrumento es una variable que no pertenece en sí a la ecuación explicativa pero se correlaciona con las variables explicativas endógenas, condicionalment a las otras covariables.
En los modelos lineales, hay dos requisitos principales para el uso de VV. II.: 
- El instrumento debe estar correlacionado con las variables explicativas endógenas, condicionalmente a las otras covariables. Si esta correlación es fuerte, entonces se dice que el instrumento tiene una primera etapa fuerte. Una correlación débil puede proveer inferencias erróneas acerca de la estimación de los parámetros y los errores estándar.[3]
- El instrumento no puede estar correlacionado con el término de error en la ecuación explicativa, condicionalmente a las otras covariables. En otras palabras, el instrumento no puede sufrir el mismo problema que la variable predictiva original. Si se cumple esta condición, entonces se dice que el instrumento satisface la restricción de exclusión.

## Definiciones
Hay varias definiciones formales de lo que son las variables instrumentales, utilizando contrafácticos y criterios gráficos, están dadas por Judea Pearl (2000). Las nociones de causalidad en la econometría, y su relación con variables instrumentales y otros métodos, son discutidos por James Heckman (2008).
La teoría de las variables instrumentales se obtuvo por primera vez por Philip G. Wright en su libro de 1928 The Tariff on Animal and Vegetable Oils.

## Ejemplo
De un modo informal, al tratar de estimar el efecto causal de una variable X sobre Y, un instrumento es una tercera variable Z que afecta a la variable Y exclusivamente a través de su efecto sobre X.
Por ejemplo, considere el caso de un investigador que quiere estimar el efecto causal del tabaquismo sobre la salud en general (como Leigh y Schembri 2004). La correlación entre la salud y el fumar no implica que el fumar sea la causa de problemas de salud porque otras variables, tal como la depresión, pueden influir tanto sobre el estado de salud como sobre el hábito de fumar, o porque el estado de salud puede afectar el hábito de fumar así como el fumar causar problemas de salud, etcétera. En el mejor de los casos, es difícil y costoso adelantar experimentos controlados sobre el consumo del tabaco de la población y el investigador puede tratar de estimar el efecto causal del fumar sobre la salud a partir de datos observados, tomando series de tiempo de los impuestos sobre los productos del tabaco a manera de "instrumento" del hábito de fumar en el análisis causal. Si dichos  impuestos y el estado de salud se encuentran correlacionados, entonces esta relación podría considerarse evidencia de que el hábito de fumar causa cambios en el estado de salud.

## Estimación
Supongamos que los datos son generados por un proceso de la forma:
{\displaystyle y_{i}=\beta x_{i}+\varepsilon _{i},}
donde
- i es el índice de observaciones,
- {\displaystyle y_{i}} la variable dependiente,
- {\displaystyle x_{i}} la variable independiente,
- {\displaystyle \varepsilon _{i}}  es un término de error inadvertido que representa todas las causas de {\displaystyle y_{i}} diferente a {\displaystyle x_{i}}, y
- {\displaystyle \beta }  es un parámetro escalar observado.

El parámetro {\displaystyle \beta } es el efecto causal sobre {\displaystyle y_{i}} de un cambio de una unidad en {\displaystyle x_{i}}, manteniendo todas las demás causas de {\displaystyle y_{i}} constantes. El objetivo es econométrico para estimar {\displaystyle \beta }. Para simplificar asumir los sorteos de {\displaystyle \varepsilon } están correlacionados y que provienen de distribuciones con la misma varianza, es decir, que los errores son serialmente correlacionados y homocedásticos. Supongamos también que se propone un modelo de regresión de nominalmente la misma forma. Dada una muestra aleatoria de T observaciones de este proceso, el de mínimos cuadrados ordinarios estimador es
{\displaystyle {\widehat {\beta }}_{\mathrm {OLS} }={\frac {x^{\mathrm {T} }y}{x^{\mathrm {T} }x}}={\frac {x^{\mathrm {T} }(x\beta +\varepsilon )}{x^{\mathrm {T} }x}}=\beta +{\frac {x^{\mathrm {T} }\varepsilon }{x^{\mathrm {T} }x}}.}
donde x, y y {\displaystyle \varepsilon } denotar vectores columna de longitud T. Cuando x y {\displaystyle \varepsilon } están correlacionadas , bajo ciertas condiciones de regularidad el segundo término tiene un valor esperado condicional en x igual a cero y converge a cero en el límite, por lo que el estimador es imparcial y consistente. Cuando x y las otras, las variables causales no medidos se derrumbaron en el \ Varepsilon término se correlacionan, sin embargo, el estimador MCO es generalmente sesgado e inconsistente de β. En este caso, es válido utilizar las estimaciones para predecir los valores de los valores dados a de x, pero la estimación no se recupera el efecto causal de x de y.
Una variable instrumental z es uno que está correlacionada con la variable independiente, pero no con el error de plazo. Utilizando el método de los momentos , tener expectativas condicionales en z para encontrar
{\displaystyle E[y|z]=\beta E[x|z]+E[\varepsilon |z].\,}
El segundo término del lado derecho es cero por supuesto. Resuelve para {\displaystyle \beta } y escribir la expresión resultante en términos de momentos de la muestra,
{\displaystyle {\widehat {\beta }}_{\mathrm {IV} }={\frac {z^{\mathrm {T} }y}{z^{\mathrm {T} }x}}=\beta +{\frac {z^{\mathrm {T} }\varepsilon }{z^{\mathrm {T} }x}}.\,}
Cuando z y {\displaystyle \varepsilon } no están correlacionadas, el término final, bajo ciertas condiciones de regularidad, se aproxima a cero en el límite, proporcionando un estimador consistente. Dicho de otra manera, el efecto causal de x en y se puede estimar consistentemente a partir de estos datos a pesar de que x no se asigna al azar a través de métodos experimentales.
El enfoque se generaliza a un modelo con múltiples variables explicativas. Supongamos que X es el T × K matriz de variables explicativas que resultan de observaciones T en K variables. Sea Z un T × K matriz de instrumentos. Entonces se puede demostrar que el estimador 
{\displaystyle {\widehat {\beta }}_{\mathrm {IV} }=(Z^{\mathrm {T} }X)^{-1}Z^{\mathrm {T} }Y\,}
es consistente bajo una generalización multivariante de las afecciones expuestas anteriormente. Si hay más instrumentos que los que hay covariables en la ecuación de interés para que Z es un T × M matriz con M> K, el método generalizado de momentos puede ser utilizado y el estimador IV resultante es:
{\displaystyle {\widehat {\beta }}_{\mathrm {IV} }=(X^{\mathrm {T} }P_{Z}X)^{-1}X^{\mathrm {T} }P_{Z}y,}
donde {\displaystyle P_{Z}=Z(Z^{\mathrm {T} }Z)^{-1}Z^{\mathrm {T} }}. La segunda expresión colapsa a la primera cuando el número de instrumentos es igual al número de covariables en la ecuación de interés.

## Interpretación como mínimos cuadrados de dos etapas
Un método computacional que puede ser utilizado para computar las estimaciones de las VV. II. es el de los mínimos cuadrados en dos etapas o mínimos cuadrados bietápicos (2SLS o TSL). En la primera etapa, cada variable explicativa que es una covariable endógena en la ecuación de interés es retrocedido en todas las variables exógenas en el modelo, incluyendo ambas covariables exógenos en la ecuación de interés y los instrumentos excluidos. Se obtienen los valores predichos de estas regresiones.
Etapa 1: Regrese cada columna de X en Z, ({\displaystyle X=Z\delta +{\text{errores}}})
{\displaystyle {\widehat {\delta }}=(Z^{\mathrm {T} }Z)^{-1}Z^{\mathrm {T} }X,\,}
y guarde los valores pronosticados:
{\displaystyle {\widehat {X}}=Z{\widehat {\delta }}=Z(Z^{\mathrm {T} }Z)^{-1}Z^{\mathrm {T} }X=P_{Z}X.\,}
En la segunda etapa, la regresión de interés se calcula como de costumbre, excepto que en esta etapa cada covariable endógena se sustituye con los valores predichos a partir de la primera etapa.
Etapa 2: Regrese Y en los valores predichos a partir de la primera etapa:
{\displaystyle Y={\widehat {X}}\beta +\mathrm {ruido} .\,}
El estimador resultante de {\displaystyle \beta } es numéricamente idéntica a la expresión se muestra arriba. Una pequeña corrección se debe hacer a los residuos de suma de cuadrados en el modelo ajustado de la segunda etapa con el fin de que la matriz de covarianza de los {\displaystyle \beta } se calcule correctamente.

## Identificación
En la regresión de variable instrumental, si tenemos múltiples regresores endógenos {\displaystyle x_{1}\dots x_{k}} y múltiples instrumentos {\displaystyle z_{1}\dots z_{m}}  los coeficientes de los regresores endógenos {\displaystyle \beta _{1}\dots \beta _{k}}  se dice que son:
Exactamente identificado si m = k.

Sobreidentificado si m > k.

Subidentificado si m < k.
Se dice que los parámetros están subidentificados (o no identificados) si hay un menor número de instrumentos que de covariables o, de modo equivalente, si hay menos instrumentos excluidos que covariables endógenas en la ecuación de interés.

## Análisis no paramétrico
Cuando la forma de las ecuaciones estructurales es desconocida, una variable instrumental {\displaystyle Z} todavía se puede definir a través de las ecuaciones: 
{\displaystyle x=g(z,u)}
{\displaystyle y=f(x,u)}
donde  {\displaystyle f} y  {\displaystyle g} son dos funciones arbitrarias y Z es independiente de los U . A diferencia de los modelos lineales, sin embargo, las mediciones de Z, X y Y no permitir la identificación del efecto causal promedio de X en Y, denotado ACE (en inglés)
{\displaystyle {\mbox{ACE}}={\mbox{Pr}}(y|{\mbox{do}}(x))={\mbox{E}}_{u}[f(x,u)].}
Balke y Pearl [1997] derivaron límites estrictos al ACE y mostraron que estos pueden proporcionar información valiosa sobre el signo y el tamaño del ACE.
En el análisis lineal, no existe una prueba para falsificar el supuesto que Z es instrumental relativo al par (X, Y). Este no es el caso cuando X es discreta. Pearl (2000) ha mostrado que, para todo {\displaystyle f} y {\displaystyle g}, la siguiente restricción, llamada la "desigualdad instrumental" debe cumplirse siempre que Z satisface las dos ecuaciones anteriores:
{\displaystyle \max _{x}\sum _{y}[\max _{z}\Pr(y,x|z)]\leq 1.}

## Interpretación bajo heterogeneidad del efecto del tratamiento
La exposición anterior supone que el efecto causal de interés no varía a través de las observaciones, es decir, que {\displaystyle \beta } es una constante. En general, distintos sujetos responderan de manera diferente a los cambios en el "tratamiento" x. Cuando se reconoce esta posibilidad, el efecto medio en la población de un cambio en x sobre y puede ser diferente del efecto en una subpoblación dada. Por ejemplo, el efecto medio de un programa de capacitación para el trabajo puede diferir sustancialmente entre el grupo de personas que realmente reciben la formación y el grupo que opta por no recibir la capacitación. Por estas razones, los métodos de VV. II. invocan suposiciones implícitas en la respuesta de comportamiento, o más generalmente suposiciones sobre la correlación entre la respuesta al tratamiento y la propensión a recibir el tratamiento.
El estimador estándar de las VV. II. puede recuperar los efectos locales de tratamiento promedio (LATE, en inglés) en lugar de los efectos de tratamiento promedio (ATE, en inglés). Imbens y Angrist (1994) demostraron que la estimación lineal de las VV. II. puede interpretarse en condiciones débiles como la media ponderada de los efectos locales del tratamiento, donde los pesos dependen de la elasticidad del regresor endógeno a los cambios en las variables instrumentales. Aproximadamente, eso significa que el efecto de una variable sólo se revela para las subpoblaciones afectadas por los cambios observados en los instrumentos, y que las subpoblaciones que responden más a los cambios en los instrumentos tendrán los efectos más grandes en la magnitud de la estimación de las VV. II.
Por ejemplo, si un investigador utiliza la presencia de una Universidad concesionaria de tierras como un instrumento para la educación universitaria en una regresión de los ingresos, se identifica el efecto de la universidad en los ingresos en la subpoblación que obtendría un título universitario si una universidad está presente pero que no lo obtendría si no está presente. Este enfoque empírico , sin más suposiciones, no dice el investigador nada sobre el efecto de la universidad entre las personas que ya sea siempre o nunca conseguirían un título universitario, independientemente de si existe o no una universidad local.

## Problema de los instrumentos débiles
Las estimaciones de las variables instrumentales son generalmente inconsistentes si los instrumentos están correlacionados con el término de error en la ecuación de interés. Como Bound, Jaeger y Baker (1995) señalan, un problema es causado por la selección de instrumentos "débiles", instrumentos que son predictores pobres del predictor de la pregunta endógena en la ecuación de la primera etapa. En este caso, la predicción del predictor de la pregunta por el instrumento será pobre y los valores previstos tendrán muy poca variación. En consecuencia, es poco probable que tengan mucho éxito en la predicción del resultado final cuando se utilizan para reemplazar a la pregunta predictor en la ecuación de la segunda etapa.
En el contexto del ejemplo sobre el tabaquismo y la salud analizado anteriormente, los impuestos sobre el tabaco son instrumentos débiles para fumar si el tabaquismo no responde en gran medida a los cambios en los impuestos. Si los impuestos más altos no inducen a la gente a dejar de fumar (o no empezar a fumar), entonces la variación en las tasas impositivas no nos dice nada sobre el efecto del tabaquismo en la salud. Si los impuestos afectan la salud a través de canales que no sean a través de su efecto sobre el tabaquismo, entonces los instrumentos son inválidos y el enfoque de variables instrumentales puede producir resultados engañosos. Por ejemplo, los lugares y las épocas con poblaciones relativamente saludables pueden aplicar altos impuestos sobre el tabaco y exhibir una mejor salud incluso manteniendo constantes las tasas de tabaquismo, por lo que observaríamos una correlación entre los impuestos a la salud y el tabaco, incluso si el fumar no tiene efecto en salud. En este caso, estaríamos equivocados a inferir un efecto causal del tabaquismo sobre la salud de la correlación observada entre los impuestos al tabaco y la salud.